# Antonio Etxaniz

El Gargantúa a Santutxu, Bilbao

Antonio Etxaniz, conegut com a bomber Etxaniz (Bilbao, 1815 - 7 de juny de 1867) fou un fuster i cap de bombers de Bilbao. Va ser l'autor del primer Gargantúa.
Antonio Etxaniz era fuster. El 1854 va construir el primer Gargantúa, una figura gegant i caricaturesca inspirada en el Gargantúa de l'escriptor francès François Rabelais. Els nens s'hi ficaven per la boca i baixaven per un tobogan per la part del darrere. Aquest primer Gargantúa va ser destruït per una bomba a la guerra carlista. Era tan popular que se'n va construir un altre, i encara ara és tradicional a diferents ciutats del país basc.
El 1856 va ingressar al primer cos de bombers de Bilbao, i anys més tard va arribar a ser-ne el cap. El 7 de juny de 1876 va morir, amb 3 companys més, en un incendi de la impremta Delmas, al carrer Correo. Un any més tard es va aixecar en el seu honor un quiosc en una plaça del barri d'Indautxu de Bilbao, que posteriorment es va substituir per un monòlit de pedra. A la plaça li van posar el nom de 'bomber Etxaniz' (Etxaniz Suhiltzailearen Plaza en basc).